# Aeroport Internacional de Daugavpils
L'Aeroport Internacional de Daugavpils (en letó:  Daugavpils Starptautiskā Lidosta) (IATA: DGP – OACI: EVDA) es troba a 12 km al nord-est de Daugavpils dins del municipi de Daugavpils a la regió històrica de Letgàlia, Letònia.
Tots els edificis de l'aeroport junt amb la infraestructura tècnica i la pista és el que quedava de l'antiga base aèria militar soviètica. La base va ser abandonada per complet, i a partir de 2005 es troba en desenvolupament per convertir-se en l'aeroport internacional de Daugavpils.

## Descripció
Al passat, l'aeroport va pertànyer al «Regiment d'Aviació de caça bombarder 372» amb avions MIG-23 i MIG-27. L'any 2005 l'ajuntament de Daugavpils va fundar la societat «Daugavpils lidosta» per canviar l'antiga base aèrea militar per l'aeroport internacional. Es planeja construir en els propers anys un aeroport a Daugavpils que permeti el trànsit de passatgers tant internacionals com nacionals, a més a més de vols de càrrega i xàrter.